# Lucky (RIIZEの曲)
『Lucky』（ラッキー）は、韓国の男性アイドルグループ・RIIZEの日本デビューシングル。2024年9月5日にユニバーサルミュージック・EMI Recordsよりリリースされた。

## 概要
RIIZEの日本デビューシングルとなる本作は、「“幸運（Lucky）”は、“It’s up to us”＝僕ら次第！」というメッセージが込められたタイトル曲の「Lucky」、楽しげな笑い声と話し声から始まるカップリング曲の「Be My Next」、そしてテレビ朝日系土曜ナイトドラマ『顔に泥を塗る』主題歌として書き下ろされた「Same Key」の3曲が収録されている。
なお制作上の都合により、CD発売日・デジタル配信日ともに当初の予定から変更となった 。

## 背景とリリース
- 5月11日、グループ初となる日本公演「2024 RIIZE FAN-CON 'RIIZING DAY' in TOKYO」を国立代々木競技場第一体育館にて開催。本公演中、日本デビューと日本ホールツアーの開催が発表された[12]。
- 7月14日、「Same Key」を配信リリース[13]。
- 7月22日、『Lucky』のメインビジュアルを公開[14]。また、23日から26日にかけて、個人ショットを公開。
- 7月23日、音源の一部をYouTube、インスタグラムで公開[15][16]。24日からはTikTokでダンスを公開。27日には、収録楽曲3曲と配信ジャケットを公開[17]。
- 7月28日、MVのティーザーを公開[18]。
- 7月29日、『Lucky』先行配信＆MV公開[9]。
- 7月30日、日本ホールツアー「2024 RIIZE FAN-CON 'RIIZING DAY' JAPAN HALL TOUR」横浜公演初日で、収録曲3曲を初披露[19]。
- 8月2日 - 28日、全国ツアー&日本デビューを記念したタイアップキャンペーン「RIIZE meets PARCO」を、全国のPARCO16店舗にて開催[20]。
- 8月5日、CDTVライブ!ライブ!にて「Lucky」をテレビ初披露[21]。
- 9月3日 - 16日、『Lucky』の発売を記念したポップアップストア『RIIZE POP-UP STORE “Lucky”』が、UNIVERSAL MUSIC STORE HARAJUKUにて開催[22]。
- 9月5日、『Lucky』CDリリースで、日本デビュー[14]。同日、ドリームワークス・アニメーション「トロールズ」とのコラボMVを公開[23]。
- 10月6日より放送されるマクドナルドのチャリティイベント「青いマックの日」のテレビCMにRIIZEが出演。「Lucky」が起用された[24]。
- 10月15日・16日、リリースイベントを神奈川で開催[25]。
- 11月6日 - 17日、RIIZE × トロールズのポップアップストア「[RIIZE X Good Luck Trolls]POP-UP STORE」を、LINE FRIENDS SQUARE SHIBUYA・LINE FRIENDS SQUARE明洞にて開催[26][27]。

## チャート成績
初週21.4万枚を売り上げ、「オリコン週間シングルランキング」（9/16付）で初登場1位を獲得。男性アーティストによる1stシングルでの1位獲得は、ZEROBASEONE・Aぇ! group・すとぷりに続き今年度4組目で、海外男性アーティストではZEROBASEONEに続き今年度2組目となる。「オリコン週間合算シングルランキング」でも、自身初となる合算シングル1位を獲得した。
また、Billboard JAPANでは初週250,470枚を記録し、週間シングル・セールス・チャート「Top Singles Sales」で1位、総合ソング・チャート「Hot 100」で2位を獲得した。
発売2週目も「オリコン週間シングルランキング」で2位、Billboard JAPAN「Top Singles Sales」で3位を記録し、2週連続で音楽ランキングTOP3にランクインした。

## 発売形態
| 形態                        | 形態         | 規格品番      |
| --------------------------- | ------------ | ------------- |
| 初回生産限定盤A             | CD+Photobook | UPCH-89581    |
| 初回生産限定盤B             | CD+DVD       | UPCH-89582    |
| 通常盤                      | CD           | UPCH-89585    |
| 完全生産限定盤              | CD           | UPCH-89586/91 |
| UNIVERSAL MUSIC STORE限定盤 | CD           | PDCN-5110/5   |

## 収録曲
CD（全形態共通）
1. Lucky [2:47]
  - 作詞：Takahashi Shiho
  - 作曲：Robert Habolin / Benjamin Ingrosso
  - 編曲：Robert Habolin
2. Be My Next [3:19]
  - 作詞：Hasegawa
  - 作曲：Jop Pangemanan / Max Drazen / Stian Nyhammer Olsen
  - 編曲：Stian Nyhammer Olsen
3. Same Key [4:03]
  - 作詞・作曲・編曲：FAST LANE

DVD（初回生産限定盤Bのみ）
1. “Lucky” Music Video、Behind The Scenes

## 楽曲解説
Lucky
タイトル曲『Lucky』には、 「“幸運(Lucky)”は、”It’s up to us”＝僕ら次第！」というメッセージが込められている。リズミカルなドラムと中毒的なリフレインが目立つアップビートパンクポップ曲で、偶然に愛が叶うのを待つより三つ葉のクローバーに葉を一つつければ幸運の四つ葉のクローバーを作れるように、愛を自ら勝ち取るというユーモラスな歌詞が魅力の楽曲。
Be My Next
軽快なエレキギターとシンセサイザー、エネルギー溢れる808ドラムサウンドが調和したヒップホップ曲で、歌詞は愛が始まる瞬間に感じられる感情をまっすぐに表している。
Same Key
テレビ朝日系土曜ナイトドラマ『顔に泥を塗る』主題歌で、7月14日(日)より配信がスタートしている。「もし違う人生を生きたとしても、必ず君に出会って恋をする」という思いが綴られた真っ直ぐなラブソング。まるでハーモニーのように寄り添う2人を“Same Key”というキーワードで表現し、爽やかなメロディにのせて繊細な歌声で温かなメッセージを歌い上げている。

## タイアップ
| 起用年 | タイトル | タイアップ                                         |
| ------ | -------- | -------------------------------------------------- |
| 2024年 | Same Key | テレビ朝日系土曜ナイトドラマ『顔に泥を塗る』主題歌 |
| 2024年 | Lucky    | 日本マクドナルド 青いマックの日「青い募金箱」篇 CM |

## ミュージック・ビデオ
ミュージック・ビデオは、現実とゲームの中の世界を行き来しながら、幸運（Lucky）を追いかける映像となっている。
今作は幸運の印である四葉のクローバーがモチーフとなっており「♪So lucky lucky」のフレーズに合わせて両手で作ったピースを合わせて四葉のクローバーの形を表現する振り付けや、ウンソク考案の独創的なニックネームを背負って戦闘能力が高そうなメンバーがゲームのキャラクターのように登場するなど、遊び心溢れるミュージック・ビデオとなっている。
| 公開日        | タイトル   | タイトル                   | リンク |
| ------------- | ---------- | -------------------------- | ------ |
| 2024年7月28日 | Lucky      | MV Teaser                  | ▶︎      |
| 2024年7月29日 | Lucky      | MV                         | ▶︎      |
| 2024年9月5日  | Lucky      | MV (Good Luck Trolls Ver.) | ▶︎      |
| 2024年7月31日 | Lucky      | MV Commentary              | ▶︎      |
| 2024年9月22日 | Lucky      | MV Behind#1                | ▶      |
| 2024年9月24日 | Lucky      | MV Behind#2                | ▶      |
| 2024年8月8日  | Lucky      | Fanchant Guide             | ▶︎      |
| 2024年8月12日 | Lucky      | Recording                  | ▶︎      |
| 2024年8月16日 | Lucky      | Dance Practice             | ▶︎      |
| 2024年8月24日 | Lucky      | Dance Lesson               | ▶︎      |
| 2024年9月2日  | Lucky      | Live Performance           | ▶︎      |
| 2024年9月7日  | Lucky      | UNBOXING                   | ▶︎      |
| 2024年8月22日 | Be My Next | Special Video              | ▶︎      |
| 2024年9月6日  | Same Key   | Live Performance           | ▶︎      |

## リリース日程
| 地域 | 日付          | 規格 | レーベル                   |
| ---- | ------------- | ---- | -------------------------- |
| 日本 | 2024年7月29日 | 配信 | EMI Records / ユニバーサル |
| 世界 | 2024年7月29日 | 配信 | EMI Records / ユニバーサル |
| 韓国 | 2024年7月29日 | 配信 | SM / カカオ                |
| 日本 | 2024年9月5日  | CD   | EMI Records / ユニバーサル |